# 科尔克里克 (科罗拉多州)
科尔克里克（英文：Coal Creek），是美国科罗拉多州弗里蒙特县下属的一座城市。建市于1882年2月11日，面积大约为1.272平方英里（3.294平方公里）。根据2010年美国人口普查，该市有人口343人。2011年估计该市有人口345人，相比2010年人口增长率为0.58%。同时，论人口该市是科罗拉多州第214大城市。